# Heterodisca chionosticta
Heterodisca chionosticta är en fjärilsart som beskrevs av Louis Beethoven Prout 1926. Heterodisca chionosticta ingår i släktet Heterodisca och familjen mätare. Inga underarter finns listade i Catalogue of Life.